# Interlands Luxemburgs voetbalelftal 2010-2019
Deze pagina toont een chronologisch en gedetailleerd overzicht van de interlands die het Luxemburgs voetbalelftal speelde in de periode 2010 – 2019.

## Interlands

### 2010
|                                                              |                   |       |                                      |                                                                                    |
| 3 maart Vriendschappelijk № 515 «onderlinge duels» 19:00 uur | Luxemburg         | 1 – 2 | Azerbeidzjan                         | Stade Josy Barthel, Luxemburg Toeschouwers: 600 Scheidsrechter: Petteri Kari (FIN) |
| 3 maart Vriendschappelijk № 515 «onderlinge duels» 19:00 uur | Jeff Strasser 33' |       | 27' Farid Guliyev 36' Elvin Mammadov | Stade Josy Barthel, Luxemburg Toeschouwers: 600 Scheidsrechter: Petteri Kari (FIN) |

|                                                             |           |       |         |                                                                                          |
| 4 juni Vriendschappelijk № 516 «onderlinge duels» 18:00 uur | Luxemburg | 0 – 0 | Faeröer | Stade Alphonse Theis, Hesperange Toeschouwers: 713 Scheidsrechter: Carlo Bertolini (SUI) |
| 4 juni Vriendschappelijk № 516 «onderlinge duels» 18:00 uur |           |       |         | Stade Alphonse Theis, Hesperange Toeschouwers: 713 Scheidsrechter: Carlo Bertolini (SUI) |

|                                                                  |                                                                                               |       |                  |                                                                                        |
| 11 augustus Vriendschappelijk № 517 «onderlinge duels» 20:45 uur | Wales                                                                                         | 5 – 1 | Luxemburg        | Parc y Scarlets, Llanelli Toeschouwers: 4.904 Scheidsrechter: Mattias Gestranius (FIN) |
| 11 augustus Vriendschappelijk № 517 «onderlinge duels» 20:45 uur | David Cotterill 35' Joe Ledley 47' (pen.) Andy King 55' Ashley Williams 78' Craig Bellamy 82' |       | 44' Joël Kitenge | Parc y Scarlets, Llanelli Toeschouwers: 4.904 Scheidsrechter: Mattias Gestranius (FIN) |

|                                                                        |           |                                                      |                       |                                                                                          |
| 3 september EK-kwalificatie Groep D № 518 «onderlinge duels» 19:15 uur | Luxemburg | 0 – 3                                                | Bosnië en Herzegovina | Stade Josy Barthel, Luxemburg Toeschouwers: 7.327 Scheidsrechter: Veaceslav Banari (MDA) |
| 3 september EK-kwalificatie Groep D № 518 «onderlinge duels» 19:15 uur |           | 6' Senijad Ibričić 12' Miralem Pjanić 16' Edin Džeko |                       | Stade Josy Barthel, Luxemburg Toeschouwers: 7.327 Scheidsrechter: Veaceslav Banari (MDA) |

|                                                                        |                  |       |           |                                                                                     |
| 7 september EK-kwalificatie Groep D № 519 «onderlinge duels» 20:15 uur | Albanië          | 1 – 0 | Luxemburg | Qemal Stafastadion, Tirana Toeschouwers: 11.800 Scheidsrechter: Richard Trutz (SVK) |
| 7 september EK-kwalificatie Groep D № 519 «onderlinge duels» 20:15 uur | Hamdi Salihi 37' |       |           | Qemal Stafastadion, Tirana Toeschouwers: 11.800 Scheidsrechter: Richard Trutz (SVK) |

|                                                                      |           |       |             |                                                                                            |
| 8 oktober EK-kwalificatie Groep D № 520 «onderlinge duels» 20:15 uur | Luxemburg | 0 – 0 | Wit-Rusland | Stade Josy Barthel, Luxemburg Toeschouwers: 1.857 Scheidsrechter: Aleksandar Stavrev (MKD) |
| 8 oktober EK-kwalificatie Groep D № 520 «onderlinge duels» 20:15 uur |           |       |             | Stade Josy Barthel, Luxemburg Toeschouwers: 1.857 Scheidsrechter: Aleksandar Stavrev (MKD) |

|                                                                       |                                      |       |           |                                                                                   |
| 12 oktober EK-kwalificatie Groep D № 521 «onderlinge duels» 21:00 uur | Frankrijk                            | 2 – 0 | Luxemburg | Stade Saint-Symphorien, Metz Toeschouwers: 24.710 Scheidsrechter: Matej Jug (SLO) |
| 12 oktober EK-kwalificatie Groep D № 521 «onderlinge duels» 21:00 uur | Karim Benzema 22' Yoann Gourcuff 76' |       |           | Stade Saint-Symphorien, Metz Toeschouwers: 24.710 Scheidsrechter: Matej Jug (SLO) |

|                                                                  |           |       |          |                                                                                      |
| 17 november Vriendschappelijk № 522 «onderlinge duels» 19:15 uur | Luxemburg | 0 – 0 | Algerije | Stade Josy Barthel, Luxemburg Toeschouwers: 7.033 Scheidsrechter: Peter Sippel (GER) |
| 17 november Vriendschappelijk № 522 «onderlinge duels» 19:15 uur |           |       |          | Stade Josy Barthel, Luxemburg Toeschouwers: 7.033 Scheidsrechter: Peter Sippel (GER) |

### 2011
|                                                                 |                                       |       |                    |                                                                                     |
| 9 februari Vriendschappelijk № 523 «onderlinge duels» 19:15 uur | Luxemburg                             | 2 – 1 | Slowakije          | Stade Josy Barthel, Luxemburg Toeschouwers: 862 Scheidsrechter: Olivier Thual (FRA) |
| 9 februari Vriendschappelijk № 523 «onderlinge duels» 19:15 uur | Daniel da Mota 60' Daniel da Mota 81' |       | 55' Erik Jendrišek | Stade Josy Barthel, Luxemburg Toeschouwers: 862 Scheidsrechter: Olivier Thual (FRA) |

|                                                                     |           |                                       |           |                                                                                          |
| 25 maart EK-kwalificatie Groep D № 524 «onderlinge duels» 21:00 uur | Luxemburg | 0 – 2                                 | Frankrijk | Stade Josy Barthel, Luxemburg Toeschouwers: 8.400 Scheidsrechter: Tom Harald Hagen (NOR) |
| 25 maart EK-kwalificatie Groep D № 524 «onderlinge duels» 21:00 uur |           | 28' Philippe Mexès 72' Yoann Gourcuff |           | Stade Josy Barthel, Luxemburg Toeschouwers: 8.400 Scheidsrechter: Tom Harald Hagen (NOR) |

|                                                                     |                                                |       |                 |                                                                                        |
| 29 maart EK-kwalificatie Groep D № 525 «onderlinge duels» 18:45 uur | Roemenië                                       | 3 – 1 | Luxemburg       | Ceahlăulstadion, Piatra Neamț Toeschouwers: 13.500 Scheidsrechter: Hüseyin Göçek (TUR) |
| 29 maart EK-kwalificatie Groep D № 525 «onderlinge duels» 18:45 uur | Adrian Mutu 24' Adrian Mutu 68' Ianis Zicu 78' |       | 22' Lars Gerson | Ceahlăulstadion, Piatra Neamț Toeschouwers: 13.500 Scheidsrechter: Hüseyin Göçek (TUR) |

|                                                             |           |                  |           |                                                                                           |
| 3 juni Vriendschappelijk № 526 «onderlinge duels» 19:15 uur | Luxemburg | 0 – 1            | Hongarije | Stade Josy Barthel, Luxemburg Toeschouwers: 1.213 Scheidsrechter: Þorvaldur Árnason (ISL) |
| 3 juni Vriendschappelijk № 526 «onderlinge duels» 19:15 uur |           | 53' Imre Szabics |           | Stade Josy Barthel, Luxemburg Toeschouwers: 1.213 Scheidsrechter: Þorvaldur Árnason (ISL) |

|                                                                   |                                               |       |           |                                                                              |
| 7 juni EK-kwalificatie Groep D № 527 «onderlinge duels» 19:00 uur | Wit-Rusland                                   | 2 – 0 | Luxemburg | Dinamostadion, Minsk Toeschouwers: 8.000 Scheidsrechter: Anar Salmanov (AZE) |
| 7 juni EK-kwalificatie Groep D № 527 «onderlinge duels» 19:00 uur | Sergej Kornilenko 48' (pen.) Anton Putilo 73' |       |           | Dinamostadion, Minsk Toeschouwers: 8.000 Scheidsrechter: Anar Salmanov (AZE) |

|                                                                  |                                                                                               |       |           |                                                                                      |
| 10 augustus Vriendschappelijk № 528 «onderlinge duels» 21:00 uur | Portugal                                                                                      | 5 – 0 | Luxemburg | Estádio Algarve, Faro Toeschouwers: 21.283 Scheidsrechter: Antonio Mateu Lahoz (ESP) |
| 10 augustus Vriendschappelijk № 528 «onderlinge duels» 21:00 uur | Hélder Postiga 26' Cristiano Ronaldo 44' Fábio Coentrão 47' Hugo Almeida 59' Hugo Almeida 73' |       |           | Estádio Algarve, Faro Toeschouwers: 21.283 Scheidsrechter: Antonio Mateu Lahoz (ESP) |

|                                                                        |           |                                     |          |                                                                                         |
| 2 september EK-kwalificatie Groep D № 529 «onderlinge duels» 18:30 uur | Luxemburg | 0 – 2                               | Roemenië | Stade Josy Barthel, Luxemburg Toeschouwers: 2.812 Scheidsrechter: Sergej Karasjov (RUS) |
| 2 september EK-kwalificatie Groep D № 529 «onderlinge duels» 18:30 uur |           | 34' Gabriel Torje 45' Gabriel Torje |          | Stade Josy Barthel, Luxemburg Toeschouwers: 2.812 Scheidsrechter: Sergej Karasjov (RUS) |

|                                                                        |                                         |       |                   |                                                                                      |
| 6 september EK-kwalificatie Groep D № 530 «onderlinge duels» 18:30 uur | Luxemburg                               | 2 – 1 | Albanië           | Stade Josy Barthel, Luxemburg Toeschouwers: 2.132 Scheidsrechter: Petteri Kari (FIN) |
| 6 september EK-kwalificatie Groep D № 530 «onderlinge duels» 18:30 uur | Gilles Bettmer 27' Aurélien Joachim 78' |       | 64' Erjon Bogdani | Stade Josy Barthel, Luxemburg Toeschouwers: 2.132 Scheidsrechter: Petteri Kari (FIN) |

|                                                                      | |       |           |                                                                             |
| 7 oktober EK-kwalificatie Groep D № 531 «onderlinge duels» 19:00 uur | Bosnië en Herzegovina                                                                                       | 5 – 0 | Luxemburg | Bilino Polje, Zenica Toeschouwers: 10.000 Scheidsrechter: Simon Evans (WAL) |
| 7 oktober EK-kwalificatie Groep D № 531 «onderlinge duels» 19:00 uur | Edin Džeko 12' Zvjezdan Misimović 15' Zvjezdan Misimović 22' (pen.) Miralem Pjanić 36' Haris Međunjanin 51' |       |           | Bilino Polje, Zenica Toeschouwers: 10.000 Scheidsrechter: Simon Evans (WAL) |

|                                                                  |           |                 |             |                                                                                            |
| 15 november Vriendschappelijk № 532 «onderlinge duels» 19:15 uur | Luxemburg | 0 – 1           | Zwitserland | Stade Josy Barthel, Luxemburg Toeschouwers: 852 Scheidsrechter: Sébastien Delferière (BEL) |
| 15 november Vriendschappelijk № 532 «onderlinge duels» 19:15 uur |           | 9' Granit Xhaka |             | Stade Josy Barthel, Luxemburg Toeschouwers: 852 Scheidsrechter: Sébastien Delferière (BEL) |

### 2012
|                                                                  |                                         |       |                   |                                                                                       |
| 29 februari Vriendschappelijk № 533 «onderlinge duels» 18:00 uur | Luxemburg                               | 2 – 1 | Macedonië         | Stade Josy Barthel, Luxemburg Toeschouwers: 787 Scheidsrechter: Raymond Crangle (NIR) |
| 29 februari Vriendschappelijk № 533 «onderlinge duels» 18:00 uur | Maurice Deville 56' Maurice Deville 90' |       | 25' Ferhan Hasani | Stade Josy Barthel, Luxemburg Toeschouwers: 787 Scheidsrechter: Raymond Crangle (NIR) |

|                                             |        |          |           |  |
| 29 mei Vriendschappelijk «onderlinge duels» | Italië | afgelast | Luxemburg |  |
| 29 mei Vriendschappelijk «onderlinge duels» |        |          |           |  |

|                                                             |           |                                       |       |                                                                                        |
| 2 juni Vriendschappelijk № 534 «onderlinge duels» 17:00 uur | Luxemburg | 0 – 2                                 | Malta | Stade Josy Barthel, Luxemburg Toeschouwers: 1.054 Scheidsrechter: Markus Hameter (AUT) |
| 2 juni Vriendschappelijk № 534 «onderlinge duels» 17:00 uur |           | 10' Michael Mifsud 79' Michael Mifsud |       | Stade Josy Barthel, Luxemburg Toeschouwers: 1.054 Scheidsrechter: Markus Hameter (AUT) |

|                                                                  |                             |       |                                                   |                                                                                     |
| 15 augustus Vriendschappelijk № 535 «onderlinge duels» 20:00 uur | Luxemburg                   | 1 – 2 | Georgië                                           | Stade Municipal, Differdange Toeschouwers: 700 Scheidsrechter: Clément Turpin (FRA) |
| 15 augustus Vriendschappelijk № 535 «onderlinge duels» 20:00 uur | Aurélien Joachim 84' (pen.) |       | 2' Levan Mtsjedlidze 32' Aleksandr Amisoelasjvili | Stade Municipal, Differdange Toeschouwers: 700 Scheidsrechter: Clément Turpin (FRA) |

|                                                                        |                          |       |                                          |                                                                                       |
| 7 september WK-kwalificatie Groep F № 536 «onderlinge duels» 19:45 uur | Luxemburg                | 1 – 2 | Portugal                                 | Stade Josy Barthel, Luxemburg Toeschouwers: 1.500 Scheidsrechter: Kristo Tohver (EST) |
| 7 september WK-kwalificatie Groep F № 536 «onderlinge duels» 19:45 uur | Daniel Alves da Mota 14' |       | 27' Cristiano Ronaldo 54' Hélder Postiga | Stade Josy Barthel, Luxemburg Toeschouwers: 1.500 Scheidsrechter: Kristo Tohver (EST) |

|                                                                         |                 |       |                          |                                                                                 |
| 11 september WK-kwalificatie Groep F № 537 «onderlinge duels» 19:45 uur | Noord-Ierland   | 1 – 1 | Luxemburg                | Windsor Park, Belfast Toeschouwers: 11.430 Scheidsrechter: Vlado Glođović (SRB) |
| 11 september WK-kwalificatie Groep F № 537 «onderlinge duels» 19:45 uur | Dean Shiels 14' |       | 87' Daniel Alves da Mota | Windsor Park, Belfast Toeschouwers: 11.430 Scheidsrechter: Vlado Glođović (SRB) |

|                                                                       |           | |        |                                                                                          |
| 12 oktober WK-kwalificatie Groep F № 538 «onderlinge duels» 20:00 uur | Luxemburg | 0 – 6                                                                                                 | Israël | Stade Josy Barthel, Luxemburg Toeschouwers: 2.631 Scheidsrechter: Leontios Trattou (CYP) |
| 12 oktober WK-kwalificatie Groep F № 538 «onderlinge duels» 20:00 uur |           | 4' Mahran Radi 12' Eden Ben Basat 27' Tomer Hemed 60' Maor Melikson 73' Tomer Hemed 90+1' Tomer Hemed |        | Stade Josy Barthel, Luxemburg Toeschouwers: 2.631 Scheidsrechter: Leontios Trattou (CYP) |

|                                                                       |                                                    |       |           |                                                                                       |
| 16 oktober WK-kwalificatie Groep F № 539 «onderlinge duels» 20:30 uur | Israël                                             | 3 – 0 | Luxemburg | Ramat Ganstadion, Ramat Gan Toeschouwers: 15.000 Scheidsrechter: Harald Lechner (AUT) |
| 16 oktober WK-kwalificatie Groep F № 539 «onderlinge duels» 20:30 uur | Tomer Hemed 14' Eden Ben Basat 36' Tomer Hemed 48' |       |           | Ramat Ganstadion, Ramat Gan Toeschouwers: 15.000 Scheidsrechter: Harald Lechner (AUT) |

|                                                                  |                 |       |                                     |                                                                                          |
| 14 november Vriendschappelijk № 540 «onderlinge duels» 18:00 uur | Luxemburg       | 1 – 2 | Schotland                           | Stade Josy Barthel, Luxemburg Toeschouwers: 2.521 Scheidsrechter: Cyril Zimmermann (SUI) |
| 14 november Vriendschappelijk № 540 «onderlinge duels» 18:00 uur | Lars Gerson 47' |       | 11' Jordan Rhodes 23' Jordan Rhodes | Stade Josy Barthel, Luxemburg Toeschouwers: 2.521 Scheidsrechter: Cyril Zimmermann (SUI) |

### 2013
|                                                                 |                       |       |                  |                                                                                             |
| 5 februari Vriendschappelijk № 541 «onderlinge duels» 18:00 uur | Armenië               | 1 – 1 | Luxemburg        | Stade Georges Pompidou, Valence Toeschouwers: 1.500 Scheidsrechter: Nicolas Rainville (FRA) |
| 5 februari Vriendschappelijk № 541 «onderlinge duels» 18:00 uur | Edgar Manucharian 43' |       | 15' Mario Mutsch | Stade Georges Pompidou, Valence Toeschouwers: 1.500 Scheidsrechter: Nicolas Rainville (FRA) |

|                                                                     |           |       |              |                                                                                        |
| 22 maart WK-kwalificatie Groep F № 542 «onderlinge duels» 20:15 uur | Luxemburg | 0 – 0 | Azerbeidzjan | Stade Josy Barthel, Luxemburg Toeschouwers: 2.000 Scheidsrechter: Padraig Sutton (IRL) |
| 22 maart WK-kwalificatie Groep F № 542 «onderlinge duels» 20:15 uur |           |       |              | Stade Josy Barthel, Luxemburg Toeschouwers: 2.000 Scheidsrechter: Padraig Sutton (IRL) |

|                                                               |           |                                                         |         |                                                                                       |
| 26 maart Vriendschappelijk № 543 «onderlinge duels» 19:30 uur | Luxemburg | 0 – 3                                                   | Finland | Stade Josy Barthel, Luxemburg Toeschouwers: 856 Scheidsrechter: Jonathan Lardot (BEL) |
| 26 maart Vriendschappelijk № 543 «onderlinge duels» 19:30 uur |           | 43' Alexander Ring 51' Mikael Forssell 90' Joona Toivio |         | Stade Josy Barthel, Luxemburg Toeschouwers: 856 Scheidsrechter: Jonathan Lardot (BEL) |

|                                                                   |                    |       |                   |                                                                            |
| 7 juni WK-kwalificatie Groep F № 544 «onderlinge duels» 18:00 uur | Azerbeidzjan       | 1 – 1 | Luxemburg         | Dalğa Arena, Bakoe Toeschouwers: 8.500 Scheidsrechter: Fábián Mihály (HON) |
| 7 juni WK-kwalificatie Groep F № 544 «onderlinge duels» 18:00 uur | Ruslan Abishov 71' |       | 79' Stefano Bensi | Dalğa Arena, Bakoe Toeschouwers: 8.500 Scheidsrechter: Fábián Mihály (HON) |

|                                                                  |                                        |       |                           |                                                                                     |
| 14 augustus Vriendschappelijk № 545 «onderlinge duels» 19:30 uur | Luxemburg                              | 2 – 1 | Litouwen                  | Stade Josy Barthel, Luxemburg Toeschouwers: 958 Scheidsrechter: Arnold Hunter (NIR) |
| 14 augustus Vriendschappelijk № 545 «onderlinge duels» 19:30 uur | Aurélien Joachim 49' Stefano Bensi 80' |       | 15' Deivydas Matulevičius | Stade Josy Barthel, Luxemburg Toeschouwers: 958 Scheidsrechter: Arnold Hunter (NIR) |

|                                                                        |                                                                                            |       |                      |                                                                                |
| 6 september WK-kwalificatie Groep F № 546 «onderlinge duels» 16:30 uur | Rusland                                                                                    | 4 – 1 | Luxemburg            | Centraalstadion, Kazan Toeschouwers: 18.525 Scheidsrechter: Bobby Madden (SCO) |
| 6 september WK-kwalificatie Groep F № 546 «onderlinge duels» 16:30 uur | Aleksandr Kokorin 1' Aleksandr Kokorin 36' Aleksandr Kerzjakov 60' Aleksandr Samedov 90+3' |       | 90' Aurélien Joachim | Centraalstadion, Kazan Toeschouwers: 18.525 Scheidsrechter: Bobby Madden (SCO) |

|                                                               |                                                              |       |                                        |                                                                                      |
| 10 september WK-kwalificatie Groep F № 547 «onderlinge duels» | Luxemburg                                                    | 3 – 2 | Noord-Ierland                          | Stade Josy Barthel, Luxemburg Toeschouwers: 1.114 Scheidsrechter: Robert Małek (POL) |
| 10 september WK-kwalificatie Groep F № 547 «onderlinge duels» | Aurélien Joachim 45+2' Stefano Bensi 78' Mathias Jänisch 87' |       | 14' Martin Paterson 82' Gareth McAuley | Stade Josy Barthel, Luxemburg Toeschouwers: 1.114 Scheidsrechter: Robert Małek (POL) |

|                                                             |           |                                                                                          |         |                                                                                        |
| 11 oktober WK-kwalificatie Groep F № 548 «onderlinge duels» | Luxemburg | 0 – 4                                                                                    | Rusland | Stade Josy Barthel, Luxemburg Toeschouwers: 5.334 Scheidsrechter: Stéphan Studer (SUI) |
| 11 oktober WK-kwalificatie Groep F № 548 «onderlinge duels» |           | 9' Aleksandr Samedov 39' Viktor Fajzoelin 45+2' Denis Gloesjakov 73' Aleksandr Kerzjakov |         | Stade Josy Barthel, Luxemburg Toeschouwers: 5.334 Scheidsrechter: Stéphan Studer (SUI) |

|                                                             |                                                  |       |           |                                                                                               |
| 15 oktober WK-kwalificatie Groep F № 549 «onderlinge duels» | Portugal                                         | 3 – 0 | Luxemburg | Estádio Cidade de Coimbra, Coimbra Toeschouwers: 18.955 Scheidsrechter: Bülent Yıldırım (TUR) |
| 15 oktober WK-kwalificatie Groep F № 549 «onderlinge duels» | Silvestre Varela 30' Nani 36' Hélder Postiga 79' |       |           | Estádio Cidade de Coimbra, Coimbra Toeschouwers: 18.955 Scheidsrechter: Bülent Yıldırım (TUR) |

|                                                                  |                     |       |                                                                                  |                                                                                     |
| 17 november Vriendschappelijk № 550 «onderlinge duels» 19:00 uur | Luxemburg           | 1 – 4 | Montenegro                                                                       | Stade Josy Barthel, Luxemburg Toeschouwers: 1.755 Scheidsrechter: Tobias Welz (GER) |
| 17 november Vriendschappelijk № 550 «onderlinge duels» 19:00 uur | Maurice Deville 67' |       | 38' (pen.) Marko Baša 58' Elsad Zverotić 70' Miroje Jovanović 82' Marko Ćetković | Stade Josy Barthel, Luxemburg Toeschouwers: 1.755 Scheidsrechter: Tobias Welz (GER) |

### 2014
|                                                              |           |       |            |                                                                                        |
| 5 maart Vriendschappelijk № 551 «onderlinge duels» 19:00 uur | Luxemburg | 0 – 0 | Kaapverdië | Stade Josy Barthel, Luxemburg Toeschouwers: 3.885 Scheidsrechter: Bart Vertenten (BEL) |
| 5 maart Vriendschappelijk № 551 «onderlinge duels» 19:00 uur |           |       |            | Stade Josy Barthel, Luxemburg Toeschouwers: 3.885 Scheidsrechter: Bart Vertenten (BEL) |

|                                                   | |       |                      |                                                                                 |
| 26 mei Vriendschappelijk № 552 «onderlinge duels» | België                                                                                             | 5 – 1 | Luxemburg            | Cristal Arena, Genk Toeschouwers: 25.956 Scheidsrechter: Tom Harald Hagen (NOR) |
| 26 mei Vriendschappelijk № 552 «onderlinge duels» | Romelu Lukaku 3' Romelu Lukaku 23' Romelu Lukaku 54' Nacer Chadli 71' Kevin De Bruyne 90+1' (pen.) |       | 13' Aurélien Joachim | Cristal Arena, Genk Toeschouwers: 25.956 Scheidsrechter: Tom Harald Hagen (NOR) |

|                                                             |                      |       |                   |                                                                                      |
| 4 juni Vriendschappelijk № 553 «onderlinge duels» 20:45 uur | Italië               | 1 – 1 | Luxemburg         | Stadio Renato Curi, Perugia Toeschouwers: 23.000 Scheidsrechter: Damir Skomina (SLO) |
| 4 juni Vriendschappelijk № 553 «onderlinge duels» 20:45 uur | Claudio Marchisio 9' |       | 85' Maxime Chanot | Stadio Renato Curi, Perugia Toeschouwers: 23.000 Scheidsrechter: Damir Skomina (SLO) |

|                                                              |                 |       |                       |                                                                                           |
| 8 september EK-kwalificatie Groep C № 554 «onderlinge duels» | Luxemburg       | 1 – 1 | Wit-Rusland           | Stade Josy Barthel, Luxemburg Toeschouwers: 3.265 Scheidsrechter: Gediminas Mažeika (LTH) |
| 8 september EK-kwalificatie Groep C № 554 «onderlinge duels» | Lars Gerson 42' |       | 78' Stanislav Dragoen | Stade Josy Barthel, Luxemburg Toeschouwers: 3.265 Scheidsrechter: Gediminas Mažeika (LTH) |

|                                                                      |                                                                                    |       |                                    |                                                                                    |
| 9 oktober EK-kwalificatie Groep C № 555 «onderlinge duels» 18:00 uur | Macedonië                                                                          | 3 – 2 | Luxemburg                          | Philip II Arena, Skopje Toeschouwers: 11.500 Scheidsrechter: Paolo Mazzoleni (ITA) |
| 9 oktober EK-kwalificatie Groep C № 555 «onderlinge duels» 18:00 uur | Aleksandar Trajkovski 20' Aleksandar Trajkovski 66' (pen.) Besart Abdurahimi 90+2' |       | 39' Stefano Bensi 44' David Turpel | Philip II Arena, Skopje Toeschouwers: 11.500 Scheidsrechter: Paolo Mazzoleni (ITA) |

|                                                                       |           |                                                                  |        |                                                                                   |
| 12 oktober EK-kwalificatie Groep C № 556 «onderlinge duels» 20:45 uur | Luxemburg | 0 – 4                                                            | Spanje | Stade Josy Barthel, Luxemburg Toeschouwers: 7.800 Scheidsrechter: Paweł Gil (POL) |
| 12 oktober EK-kwalificatie Groep C № 556 «onderlinge duels» 20:45 uur |           | 27' David Silva 42' Paco Alcácer 69' Diego Costa 88' Juan Bernat |        | Stade Josy Barthel, Luxemburg Toeschouwers: 7.800 Scheidsrechter: Paweł Gil (POL) |

|                                                                        |           |                                                                   |          |                                                                                            |
| 15 november EK-kwalificatie Groep C № 557 «onderlinge duels» 18:00 uur | Luxemburg | 0 – 3                                                             | Oekraïne | Stade Josy Barthel, Luxemburg Toeschouwers: 4.379 Scheidsrechter: Kristinn Jakobsson (ISL) |
| 15 november EK-kwalificatie Groep C № 557 «onderlinge duels» 18:00 uur |           | 33' Andrij Jarmolenko 53' Andrij Jarmolenko 56' Andrij Jarmolenko |          | Stade Josy Barthel, Luxemburg Toeschouwers: 4.379 Scheidsrechter: Kristinn Jakobsson (ISL) |

### 2015
|                                                                     |                                                     |       |           |                                                                                     |
| 27 maart EK-kwalificatie Groep C № 558 «onderlinge duels» 20:45 uur | Slowakije                                           | 3 – 0 | Luxemburg | Štadión Pod Dubňom, Žilina Toeschouwers: 9.524 Scheidsrechter: Stéphan Studer (SUI) |
| 27 maart EK-kwalificatie Groep C № 558 «onderlinge duels» 20:45 uur | Adam Nemec 10' Vladimír Weiss 21' Peter Pekarík 40' |       |           | Štadión Pod Dubňom, Žilina Toeschouwers: 9.524 Scheidsrechter: Stéphan Studer (SUI) |

|                                                     |                  |       |                                       |                                                                                         |
| 31 maart Vriendschappelijk № 559 «onderlinge duels» | Luxemburg        | 1 – 2 | Turkije                               | Stade Josy Barthel, Luxemburg Toeschouwers: 3.653 Scheidsrechter: Alan Mario Sant (MLT) |
| 31 maart Vriendschappelijk № 559 «onderlinge duels» | Mario Mutsch 30' |       | 4' Mevlüt Erdinç 87' Hakan Çalhanoğlu | Stade Josy Barthel, Luxemburg Toeschouwers: 3.653 Scheidsrechter: Alan Mario Sant (MLT) |

|                                                   |           |       |          |                                                                                        |
| 9 juni Vriendschappelijk № 560 «onderlinge duels» | Luxemburg | 0 – 0 | Moldavië | Stade Josy Barthel, Luxemburg Toeschouwers: 1.122 Scheidsrechter: Daniel Siebert (GER) |
| 9 juni Vriendschappelijk № 560 «onderlinge duels» |           |       |          | Stade Josy Barthel, Luxemburg Toeschouwers: 1.122 Scheidsrechter: Daniel Siebert (GER) |

|                                                                    |                                                            |       |           |                                                                           |
| 14 juni EK-kwalificatie Groep C № 561 «onderlinge duels» 18:00 uur | Oekraïne                                                   | 3 – 0 | Luxemburg | Arena Lviv, Lviv Toeschouwers: 21.635 Scheidsrechter: Arnold Hunter (NIR) |
| 14 juni EK-kwalificatie Groep C № 561 «onderlinge duels» 18:00 uur | Artem Kravets 49' Denys Harmasj 57' Jevhen Konopljanka 87' |       |           | Arena Lviv, Lviv Toeschouwers: 21.635 Scheidsrechter: Arnold Hunter (NIR) |

|                                                                        |                       |       |           |                                                                                     |
| 5 september EK-kwalificatie Groep C № 562 «onderlinge duels» 18:00 uur | Luxemburg             | 1 – 0 | Macedonië | Stade Josy Barthel, Luxemburg Toeschouwers: 1.657 Scheidsrechter: Simon Evans (WAL) |
| 5 september EK-kwalificatie Groep C № 562 «onderlinge duels» 18:00 uur | Sébastien Thill 90+2' |       |           | Stade Josy Barthel, Luxemburg Toeschouwers: 1.657 Scheidsrechter: Simon Evans (WAL) |

|                                                              |                                                     |       |           |                                                                                |
| 8 september EK-kwalificatie Groep C № 563 «onderlinge duels» | Wit-Rusland                                         | 2 – 0 | Luxemburg | Borisov Arena, Borisov Toeschouwers: 3.482 Scheidsrechter: Slavko Vinčić (SLO) |
| 8 september EK-kwalificatie Groep C № 563 «onderlinge duels» | Michail Gordzeitsjoek 34' Michail Gordzeitsjoek 62' |       |           | Borisov Arena, Borisov Toeschouwers: 3.482 Scheidsrechter: Slavko Vinčić (SLO) |

|                                                                      |                                                                       |       |           |                                                                                             |
| 9 oktober EK-kwalificatie Groep C № 564 «onderlinge duels» 20:45 uur | Spanje                                                                | 4 – 0 | Luxemburg | Estadio Las Gaunas, Logroño Toeschouwers: 16.000 Scheidsrechter: Sébastien Delferière (BEL) |
| 9 oktober EK-kwalificatie Groep C № 564 «onderlinge duels» 20:45 uur | Santi Cazorla 42' Paco Alcácer 67' Paco Alcácer 80' Santi Cazorla 85' |       |           | Estadio Las Gaunas, Logroño Toeschouwers: 16.000 Scheidsrechter: Sébastien Delferière (BEL) |

|                                                                       |                                         |       |                                                                   |                                                                                        |
| 12 oktober EK-kwalificatie Groep C № 565 «onderlinge duels» 20:45 uur | Luxemburg                               | 2 – 4 | Slowakije                                                         | Stade Josy Barthel, Luxemburg Toeschouwers: 2.512 Scheidsrechter: Oliver Drachta (AUT) |
| 12 oktober EK-kwalificatie Groep C № 565 «onderlinge duels» 20:45 uur | Mario Mutsch 61' Lars Gerson 65' (pen.) |       | 24' Marek Hamšík 29' Adam Nemec 30' Róbert Mak 90+1' Marek Hamšík | Stade Josy Barthel, Luxemburg Toeschouwers: 2.512 Scheidsrechter: Oliver Drachta (AUT) |

|                                                        |                        |       |             |                                                                                     |
| 13 november Vriendschappelijk № 566 «onderlinge duels» | Luxemburg              | 1 – 0 | Griekenland | Stade Municipal, Differdange Toeschouwers: 1.894 Scheidsrechter: Tim Marshall (NIR) |
| 13 november Vriendschappelijk № 566 «onderlinge duels» | Aurélien Joachim 90+1' |       |             | Stade Municipal, Differdange Toeschouwers: 1.894 Scheidsrechter: Tim Marshall (NIR) |

|                                                        |           |                          |          |                                                                                      |
| 17 november Vriendschappelijk № 567 «onderlinge duels» | Luxemburg | 0 – 2                    | Portugal | Stade Josy Barthel, Luxemburg Toeschouwers: 8.031 Scheidsrechter: Tony Chapron (FRA) |
| 17 november Vriendschappelijk № 567 «onderlinge duels» |           | 30' André André 87' Nani |          | Stade Josy Barthel, Luxemburg Toeschouwers: 8.031 Scheidsrechter: Tony Chapron (FRA) |

### 2016
|                                                     |           |                                                               |                |                                                                                         |
| 25 maart Vriendschappelijk № 568 «onderlinge duels» | Luxemburg | 0 – 3                                                         | Bosnië en Her. | Stade Josy Barthel, Luxemburg Toeschouwers: 3.731 Scheidsrechter: Jonathan Lardot (BEL) |
| 25 maart Vriendschappelijk № 568 «onderlinge duels» |           | 73' (e.d.) Maxime Chanot 75' Milan Đurić 90+2' Miralem Pjanić |                | Stade Josy Barthel, Luxemburg Toeschouwers: 3.731 Scheidsrechter: Jonathan Lardot (BEL) |

|                                                     |           |                                         |         |                                                                                              |
| 29 maart Vriendschappelijk № 569 «onderlinge duels» | Luxemburg | 0 – 2                                   | Albanië | Stade Josy Barthel, Luxemburg Toeschouwers: 3.132 Scheidsrechter: Robert Schörgenhofer (AUT) |
| 29 maart Vriendschappelijk № 569 «onderlinge duels» |           | 63' Armando Sadiku 75' Sokol Cikalleshi |         | Stade Josy Barthel, Luxemburg Toeschouwers: 3.132 Scheidsrechter: Robert Schörgenhofer (AUT) |

|                                                   |                   |       |                                                          |                                                                                         |
| 31 mei Vriendschappelijk № 570 «onderlinge duels» | Luxemburg         | 1 – 3 | Nigeria                                                  | Stade Josy Barthel, Luxemburg Toeschouwers: 1.866 Scheidsrechter: Martin Atkinson (ENG) |
| 31 mei Vriendschappelijk № 570 «onderlinge duels» | Vincent Thill 90' |       | 36' Brown Ideye 69' Kelechi Iheanacho 90+2' Odion Ighalo | Stade Josy Barthel, Luxemburg Toeschouwers: 1.866 Scheidsrechter: Martin Atkinson (ENG) |

|                                                        |                                                          |       |                    |                                                                            |
| 2 september Vriendschappelijk № 571 «onderlinge duels» | Letland                                                  | 3 – 1 | Luxemburg          | Skontostadion, Riga Toeschouwers: 4.632 Scheidsrechter: Andrew Davey (NIR) |
| 2 september Vriendschappelijk № 571 «onderlinge duels» | Dāvis Ikaunieks 3' Artūrs Zjuzins 47' Artūrs Zjuzins 51' |       | 46' Daniel da Mota | Skontostadion, Riga Toeschouwers: 4.632 Scheidsrechter: Andrew Davey (NIR) |

|                                                                        |                                                                             |       |                                                                 |                                                                                                   |
| 6 september WK-kwalificatie Groep A № 572 «onderlinge duels» 20:45 uur | Bulgarije                                                                   | 4 – 3 | Luxemburg                                                       | Vasil Levski Nationaal Stadion, Sofia Toeschouwers: 3.000 Scheidsrechter: Gediminas Mažeika (LTU) |
| 6 september WK-kwalificatie Groep A № 572 «onderlinge duels» 20:45 uur | Dimitar Rangelov 16' Marcelinho 65' Ivelin Popov 79' Aleksandar Tonev 90+2' |       | 60' Aurélien Joachim 62' Aurélien Joachim 90+1' Florian Bohnert | Vasil Levski Nationaal Stadion, Sofia Toeschouwers: 3.000 Scheidsrechter: Gediminas Mažeika (LTU) |

|                                                                      |           |                   |        |                                                                                     |
| 7 oktober WK-kwalificatie Groep A № 573 «onderlinge duels» 20:45 uur | Luxemburg | 0 – 1             | Zweden | Stade Josy Barthel, Luxembourg Toeschouwers: 5.057 Scheidsrechter: Ivan Bebek (CRO) |
| 7 oktober WK-kwalificatie Groep A № 573 «onderlinge duels» 20:45 uur |           | 58' Mikael Lustig |        | Stade Josy Barthel, Luxembourg Toeschouwers: 5.057 Scheidsrechter: Ivan Bebek (CRO) |

|                                                                        |                    |       |                      |                                                                              |
| 10 november WK-kwalificatie Groep A № 574 «onderlinge duels» 20:45 uur | Wit-Rusland        | 1 – 1 | Luxemburg            | Borisov Arena, Borisov Toeschouwers: 9.011 Scheidsrechter: Tobias Welz (GER) |
| 10 november WK-kwalificatie Groep A № 574 «onderlinge duels» 20:45 uur | Pavel Savitski 80' |       | 85' Aurélien Joachim | Borisov Arena, Borisov Toeschouwers: 9.011 Scheidsrechter: Tobias Welz (GER) |

|                                                                        |                          |       |                                                      |                                                                                         |
| 13 november WK-kwalificatie Groep A № 575 «onderlinge duels» 20:45 uur | Luxemburg                | 1 – 3 | Nederland                                            | Stade Josy Barthel, Luxembourg Toeschouwers: 8.000 Scheidsrechter: Anthony Taylor (ENG) |
| 13 november WK-kwalificatie Groep A № 575 «onderlinge duels» 20:45 uur | Maxime Chanot 44' (pen.) |       | 36' Arjen Robben 58' Memphis Depay 84' Memphis Depay | Stade Josy Barthel, Luxembourg Toeschouwers: 8.000 Scheidsrechter: Anthony Taylor (ENG) |

### 2017
|                                                                     |                      |       |                                                                    |                                                                                          |
| 25 maart WK-kwalificatie Groep A № 576 «onderlinge duels» 20:45 uur | Luxemburg            | 1 – 3 | Frankrijk                                                          | Stade Josy Barthel, Luxemburg Toeschouwers: 8.200 Scheidsrechter: Andris Treimanis (LAT) |
| 25 maart WK-kwalificatie Groep A № 576 «onderlinge duels» 20:45 uur | Aurélien Joachim 34' |       | 28' Olivier Giroud 37' (pen.) Antoine Griezmann 77' Olivier Giroud | Stade Josy Barthel, Luxemburg Toeschouwers: 8.200 Scheidsrechter: Andris Treimanis (LAT) |

|                                                               |           |                                      |            |                                                                                            |
| 28 maart Vriendschappelijk № 577 «onderlinge duels» 20:00 uur | Luxemburg | 0 – 2                                | Kaapverdië | Stade Alphonse Theis, Hesperange Toeschouwers: 2.096 Scheidsrechter: Paul McLaughlin (IRL) |
| 28 maart Vriendschappelijk № 577 «onderlinge duels» 20:00 uur |           | 8' Admilson Barros 23' Júlio Tavares |            | Stade Alphonse Theis, Hesperange Toeschouwers: 2.096 Scheidsrechter: Paul McLaughlin (IRL) |

|                                                             |                                   |       |                 |                                                                                      |
| 4 juni Vriendschappelijk № 578 «onderlinge duels» 19:00 uur | Luxemburg                         | 2 – 1 | Albanië         | Stade Josy Barthel, Luxemburg Toeschouwers: 3.052 Scheidsrechter: Tim Marshall (NIR) |
| 4 juni Vriendschappelijk № 578 «onderlinge duels» 19:00 uur | David Turpel 63' Kevin Malget 74' |       | 52' Odise Roshi | Stade Josy Barthel, Luxemburg Toeschouwers: 3.052 Scheidsrechter: Tim Marshall (NIR) |

|                                                                   | |       |           |                                                                                  |
| 9 juni WK-kwalificatie Groep A № 579 «onderlinge duels» 20:45 uur | Nederland                                                                                                 | 5 – 0 | Luxemburg | De Kuip, Rotterdam Toeschouwers: 41.300 Scheidsrechter: Bartosz Frankowski (POL) |
| 9 juni WK-kwalificatie Groep A № 579 «onderlinge duels» 20:45 uur | Arjen Robben 21' Wesley Sneijder 34' Georginio Wijnaldum 62' Quincy Promes 70' Vincent Janssen 84' (pen.) |       |           | De Kuip, Rotterdam Toeschouwers: 41.300 Scheidsrechter: Bartosz Frankowski (POL) |

|                                                                        |                    |       |             |                                                                                        |
| 31 augustus WK-kwalificatie Groep A № 580 «onderlinge duels» 20:45 uur | Luxemburg          | 1 – 0 | Wit-Rusland | Stade Josy Barthel, Luxemburg Toeschouwers: 2.752 Scheidsrechter: Clayton Pisani (MLT) |
| 31 augustus WK-kwalificatie Groep A № 580 «onderlinge duels» 20:45 uur | Daniel da Mota 60' |       |             | Stade Josy Barthel, Luxemburg Toeschouwers: 2.752 Scheidsrechter: Clayton Pisani (MLT) |

|                                                                        |           |       |           |                                                                                           |
| 3 september WK-kwalificatie Groep A № 581 «onderlinge duels» 20:45 uur | Frankrijk | 0 – 0 | Luxemburg | Stadium Municipal, Toulouse Toeschouwers: 31.000 Scheidsrechter: Aleksandar Stavrev (MKD) |
| 3 september WK-kwalificatie Groep A № 581 «onderlinge duels» 20:45 uur |           |       |           | Stadium Municipal, Toulouse Toeschouwers: 31.000 Scheidsrechter: Aleksandar Stavrev (MKD) |

|                                                                      | |       |           |                                                                               |
| 7 oktober WK-kwalificatie Groep A № 582 «onderlinge duels» 18:00 uur | Zweden | 8 – 0 | Luxemburg | Friends Arena, Solna Toeschouwers: 50.022 Scheidsrechter: Hüseyin Göçek (TUR) |
| 7 oktober WK-kwalificatie Groep A № 582 «onderlinge duels» 18:00 uur | Andreas Granqvist 10' (pen.) Marcus Berg 18' Marcus Berg 37' Marcus Berg 54' Mikael Lustig 60' Andreas Granqvist 67' (pen.) Marcus Berg 71' Ola Toivonen 76' |       |           | Friends Arena, Solna Toeschouwers: 50.022 Scheidsrechter: Hüseyin Göçek (TUR) |

|                                                                       |                  |       |                    |                                                                                    |
| 10 oktober WK-kwalificatie Groep A № 583 «onderlinge duels» 20:45 uur | Luxemburg        | 1 – 1 | Bulgarije          | Stade Josy Barthel, Luxemburg Toeschouwers: 2.752 Scheidsrechter: István Vad (HUN) |
| 10 oktober WK-kwalificatie Groep A № 583 «onderlinge duels» 20:45 uur | Olivier Thill 3' |       | 69' Ivaylo Chochev | Stade Josy Barthel, Luxemburg Toeschouwers: 2.752 Scheidsrechter: István Vad (HUN) |

|                                                                 |                                          |       |                      |                                                                                              |
| 9 november Vriendschappelijk № 584 «onderlinge duels» 20:00 uur | Luxemburg                                | 2 – 1 | Hongarije            | Stade Josy Barthel, Luxemburg Toeschouwers: 1.873 Scheidsrechter: Sébastien Delferière (BEL) |
| 9 november Vriendschappelijk № 584 «onderlinge duels» 20:00 uur | Aurélien Joachim 15' Marvin da Graca 84' |       | 18' Nemanja Nikolics | Stade Josy Barthel, Luxemburg Toeschouwers: 1.873 Scheidsrechter: Sébastien Delferière (BEL) |

### 2018
|                                                               |       |                      |           |                                                                               |
| 22 maart Vriendschappelijk № 585 «onderlinge duels» 18:00 uur | Malta | 0 – 1                | Luxemburg | Ta' Qalistadion, Attard Toeschouwers: 1.000 Scheidsrechter: Enea Jorgji (ALB) |
| 22 maart Vriendschappelijk № 585 «onderlinge duels» 18:00 uur |       | 90+1' Daniel da Mota |           | Ta' Qalistadion, Attard Toeschouwers: 1.000 Scheidsrechter: Enea Jorgji (ALB) |

|                                                               |           |                                                                                     |            |                                                                                            |
| 27 maart Vriendschappelijk № 586 «onderlinge duels» 20:30 uur | Luxemburg | 0 – 4                                                                               | Oostenrijk | Stade Josy Barthel, Luxemburg Toeschouwers: 2.123 Scheidsrechter: Mattias Gestranius (FIN) |
| 27 maart Vriendschappelijk № 586 «onderlinge duels» 20:30 uur |           | 4' Marko Arnautović 39' Florian Grillitsch 59' Michael Gregoritsch 84' Louis Schaub |            | Stade Josy Barthel, Luxemburg Toeschouwers: 2.123 Scheidsrechter: Mattias Gestranius (FIN) |

|                                                             |           |       |         |                                                                                        |
| 31 mei Vriendschappelijk № 587 «onderlinge duels» 20:00 uur | Luxemburg | 0 – 0 | Senegal | Stade Josy Barthel, Luxemburg Toeschouwers: 3.816 Scheidsrechter: Xavier Estrada (ESP) |
| 31 mei Vriendschappelijk № 587 «onderlinge duels» 20:00 uur |           |       |         | Stade Josy Barthel, Luxemburg Toeschouwers: 3.816 Scheidsrechter: Xavier Estrada (ESP) |

|                                                             |                      |       |         |                                                                                       |
| 5 juni Vriendschappelijk № 588 «onderlinge duels» 20:00 uur | Luxemburg            | 1 – 0 | Georgië | Stade Josy Barthel, Luxemburg Toeschouwers: 1.786 Scheidsrechter: Iwan Griffith (WAL) |
| 5 juni Vriendschappelijk № 588 «onderlinge duels» 20:00 uur | Aurélien Joachim 69' |       |         | Stade Josy Barthel, Luxemburg Toeschouwers: 1.786 Scheidsrechter: Iwan Griffith (WAL) |

|                                                                             |                                                                             |       |          |                                                                                    |
| 8 september UEFA Nations League Groep D2 № 589 «onderlinge duels» 20:45 uur | Luxemburg                                                                   | 4 – 0 | Moldavië | Stade Josy Barthel, Luxemburg Toeschouwers: 2.956 Scheidsrechter: Rob Harvey (IRL) |
| 8 september UEFA Nations League Groep D2 № 589 «onderlinge duels» 20:45 uur | Kevin Malget 34' Olivier Thill 70' Danel Sinani 75' Christopher Martins 83' |       |          | Stade Josy Barthel, Luxemburg Toeschouwers: 2.956 Scheidsrechter: Rob Harvey (IRL) |

|                                                                              |            |                                                         |           |                                                                                 |
| 11 september UEFA Nations League Groep D2 № 590 «onderlinge duels» 20:45 uur | San Marino | 0 – 3                                                   | Luxemburg | Stadio Olimpico, Serravalle Toeschouwers: 794 Scheidsrechter: Filip Glova (SVK) |
| 11 september UEFA Nations League Groep D2 № 590 «onderlinge duels» 20:45 uur |            | 9' Maxime Chanot 45+1' Aurélien Joachim 52'Danel Sinani |           | Stadio Olimpico, Serravalle Toeschouwers: 794 Scheidsrechter: Filip Glova (SVK) |

|                                                                            |                  |       |           |                                                                               |
| 12 oktober UEFA Nations League Groep D2 № 591 «onderlinge duels» 20:45 uur | Wit-Rusland      | 1 – 0 | Luxemburg | Dinamostadion, Minsk Toeschouwers: 14.122 Scheidsrechter: Ali Palabıyık (TUR) |
| 12 oktober UEFA Nations League Groep D2 № 591 «onderlinge duels» 20:45 uur | Anton Saroka 43' |       |           | Dinamostadion, Minsk Toeschouwers: 14.122 Scheidsrechter: Ali Palabıyık (TUR) |

|                                                                            |                                                    |       |            |                                                                                             |
| 15 oktober UEFA Nations League Groep D2 № 592 «onderlinge duels» 20:45 uur | Luxemburg                                          | 3 – 0 | San Marino | Stade Josy Barthel, Luxemburg Toeschouwers: 2.876 Scheidsrechter: Aleksandrs Golubevs (LAT) |
| 15 oktober UEFA Nations League Groep D2 № 592 «onderlinge duels» 20:45 uur | David Turpel 4' Danel Sinani 65' Vincent Thill 73' |       |            | Stade Josy Barthel, Luxemburg Toeschouwers: 2.876 Scheidsrechter: Aleksandrs Golubevs (LAT) |

|                                                                             |           |                                             |             |                                                                                          |
| 15 november UEFA Nations League Groep D2 № 593 «onderlinge duels» 20:45 uur | Luxemburg | 0 – 2                                       | Wit-Rusland | Stade Josy Barthel, Luxemburg Toeschouwers: 4.533 Scheidsrechter: Serdar Gözübüyük (NED) |
| 15 november UEFA Nations League Groep D2 № 593 «onderlinge duels» 20:45 uur |           | 37' Stanislav Dragoen 54' Stanislav Dragoen |             | Stade Josy Barthel, Luxemburg Toeschouwers: 4.533 Scheidsrechter: Serdar Gözübüyük (NED) |

|                                                                             |                         |       |                   |                                                                                       |
| 18 november UEFA Nations League Groep D2 № 594 «onderlinge duels» 18:00 uur | Moldavië                | 1 – 1 | Luxemburg         | Stadionul Zimbru, Chisinau Toeschouwers: 4.642 Scheidsrechter: Adrien Jaccottet (SUI) |
| 18 november UEFA Nations League Groep D2 № 594 «onderlinge duels» 18:00 uur | Radu Gînsari 58' (pen.) |       | 70' Stefano Bensi | Stadionul Zimbru, Chisinau Toeschouwers: 4.642 Scheidsrechter: Adrien Jaccottet (SUI) |

### 2019
|                                                                     |                                           |       |                    |                                                                                          |
| 22 maart EK-kwalificatie Groep B № 595 «onderlinge duels» 20:45 uur | Luxemburg                                 | 2 – 1 | Litouwen           | Stade Josy Barthel, Luxemburg Toeschouwers: 3.353 Scheidsrechter: Roi Reinshreiber (ISR) |
| 22 maart EK-kwalificatie Groep B № 595 «onderlinge duels» 20:45 uur | Leandro Barreiro 45' Gerson Rodrigues 55' |       | 14' Fiodor Černych | Stade Josy Barthel, Luxemburg Toeschouwers: 3.353 Scheidsrechter: Roi Reinshreiber (ISR) |

|                                                                     |                  |       |                                                    |                                                                                            |
| 25 maart EK-kwalificatie Groep B № 596 «onderlinge duels» 20:45 uur | Luxemburg        | 1 – 2 | Oekraïne                                           | Stade Josy Barthel, Luxemburg Toeschouwers: 4.653 Scheidsrechter: Mattias Gestranius (FIN) |
| 25 maart EK-kwalificatie Groep B № 596 «onderlinge duels» 20:45 uur | David Turpel 34' |       | 49' Viktor Tsihankov 90+3' (e.d.) Gerson Rodrigues | Stade Josy Barthel, Luxemburg Toeschouwers: 4.653 Scheidsrechter: Mattias Gestranius (FIN) |

|                                                             |                                                           |       |                                                                                |                                                                                    |
| 2 juni Vriendschappelijk № 597 «onderlinge duels» 18:00 uur | Luxemburg                                                 | 3 – 3 | Madagaskar                                                                     | Stade Josy Barthel, Luxemburg Toeschouwers: 1.831 Scheidsrechter: Neil Doyle (IRL) |
| 2 juni Vriendschappelijk № 597 «onderlinge duels» 18:00 uur | Vincent Thill 2' Vahid Selimović 90+1' Laurent Jans 90+2' |       | 35' Paulin Voavy 37' (pen.) Faneva Ima Andriatsima 62' Carolus Andriamatsinoro | Stade Josy Barthel, Luxemburg Toeschouwers: 1.831 Scheidsrechter: Neil Doyle (IRL) |

|                                                                   |                       |       |                      |                                                                            |
| 7 juni EK-kwalificatie Groep B № 598 «onderlinge duels» 20:45 uur | Litouwen              | 1 – 1 | Luxemburg            | LFF-stadion, Vilnius Toeschouwers: 3.623 Scheidsrechter: Ádám Farkas (HUN) |
| 7 juni EK-kwalificatie Groep B № 598 «onderlinge duels» 20:45 uur | Arvydas Novikovas 74' |       | 21' Gerson Rodrigues | LFF-stadion, Vilnius Toeschouwers: 3.623 Scheidsrechter: Ádám Farkas (HUN) |

|                                                                    |                      |       |           |                                                                            |
| 10 juni EK-kwalificatie Groep B № 599 «onderlinge duels» 20:45 uur | Oekraïne             | 1 – 0 | Luxemburg | Arena Lviv, Lviv Toeschouwers: 34.700 Scheidsrechter: Peter Kralović (SVK) |
| 10 juni EK-kwalificatie Groep B № 599 «onderlinge duels» 20:45 uur | Roman Jaremtsjoek 6' |       |           | Arena Lviv, Lviv Toeschouwers: 34.700 Scheidsrechter: Peter Kralović (SVK) |

|                                                                  |                         |       |           |                                                                                     |
| 5 september Vriendschappelijk № 600 «onderlinge duels» 20:45 uur | Noord-Ierland           | 1 – 0 | Luxemburg | Windsor Park, Belfast Toeschouwers: 14.108 Scheidsrechter: Bryn Markham-Jones (WAL) |
| 5 september Vriendschappelijk № 600 «onderlinge duels» 20:45 uur | Kevin Malget 37' (e.d.) |       |           | Windsor Park, Belfast Toeschouwers: 14.108 Scheidsrechter: Bryn Markham-Jones (WAL) |

|                                                                         |                  |       |                                                                      |                                                                                        |
| 10 september EK-kwalificatie Groep B № 601 «onderlinge duels» 20:45 uur | Luxemburg        | 1 – 3 | Servië                                                               | Stade Josy Barthel, Luxemburg Toeschouwers: 6.373 Scheidsrechter: Orel Grinfeeld (ISR) |
| 10 september EK-kwalificatie Groep B № 601 «onderlinge duels» 20:45 uur | David Turpel 66' |       | 36' Aleksandar Mitrović 55' Nemanja Radonjić 78' Aleksandar Mitrović | Stade Josy Barthel, Luxemburg Toeschouwers: 6.373 Scheidsrechter: Orel Grinfeeld (ISR) |

|                                                                       |                                                             |       |           |                                                                                             |
| 11 oktober EK-kwalificatie Groep B № 602 «onderlinge duels» 20:45 uur | Portugal                                                    | 3 – 0 | Luxemburg | Estádio José Alvalade, Lissabon Toeschouwers: 47.308 Scheidsrechter: Daniel Stefański (POL) |
| 11 oktober EK-kwalificatie Groep B № 602 «onderlinge duels» 20:45 uur | Bernardo Silva 16' Cristiano Ronaldo 65' Gonçalo Guedes 89' |       |           | Estádio José Alvalade, Lissabon Toeschouwers: 47.308 Scheidsrechter: Daniel Stefański (POL) |

|                                                                 |                                                                                    |       |           |                                                                                  |
| 15 oktober Vriendschappelijk № 603 «onderlinge duels» 20:00 uur | Denemarken                                                                         | 4 – 0 | Luxemburg | Nordjyske Arena, Aalborg Toeschouwers: 9.043 Scheidsrechter: Bojan Pandžić (SWE) |
| 15 oktober Vriendschappelijk № 603 «onderlinge duels» 20:00 uur | Martin Braithwaite 13' Kasper Dolberg 21' Kasper Dolberg 59' Christian Gytkjær 67' |       |           | Nordjyske Arena, Aalborg Toeschouwers: 9.043 Scheidsrechter: Bojan Pandžić (SWE) |

|                                                                        |                                                                      |       |                                       |                                                                                     |
| 14 november EK-kwalificatie Groep B № 604 «onderlinge duels» 20:45 uur | Servië                                                               | 3 – 2 | Luxemburg                             | Rode Sterstadion, Belgrado Toeschouwers: 500 Scheidsrechter: Serdar Gözübüyük (NED) |
| 14 november EK-kwalificatie Groep B № 604 «onderlinge duels» 20:45 uur | Aleksandar Mitrović 11' Aleksandar Mitrović 43' Nemanja Radonjić 70' |       | 54' Gerson Rodrigues 75' David Turpel | Rode Sterstadion, Belgrado Toeschouwers: 500 Scheidsrechter: Serdar Gözübüyük (NED) |

|                                                                        |           |                                           |          |                                                                                           |
| 17 november EK-kwalificatie Groep B № 605 «onderlinge duels» 15:00 uur | Luxemburg | 0 – 2                                     | Portugal | Stade Josy Barthel, Luxemburg Toeschouwers: 8.000 Scheidsrechter: Jesús Gil Manzano (ESP) |
| 17 november EK-kwalificatie Groep B № 605 «onderlinge duels» 15:00 uur |           | 39' Bruno Fernandes 86' Cristiano Ronaldo |          | Stade Josy Barthel, Luxemburg Toeschouwers: 8.000 Scheidsrechter: Jesús Gil Manzano (ESP) |

FLF · A-internationals · Bondscoaches · Statistieken · Luxemburgs vrouwenelftal · Luxemburg U21 · Luxemburg U19 · Luxemburg U18 · Luxemburg U17 · Luxemburg U16
1911 – 1919 ·
1920 – 1929 ·
1930 – 1939 ·
1940 – 1949 ·
1950 – 1959 ·
1960 – 1969 ·
1970 – 1979 ·
1980 – 1989 ·
1990 – 1999 ·
2000 – 2009 ·
2010 – 2019 ·
2020 − 2029
OS 1920 · 
OS 1924 · 
OS 1928 · 
OS 1936 · 
OS 1948 · 
OS 1952
1911 · 
1912 · 
1913 · 
1914 · 
1915 · 1916 · 1917 · 1918 · 1919 · 
1920 · 
1921 · 1922 · 1923 · 
1924 · 
1925 · 1926 · 
1927 · 
1928 · 
1929 · 1930 · 1931 · 1932 · 1933 · 
1934 · 
1935 · 
1936 · 
1937 · 
1938 · 
1939 · 
1940 · 
1941 · 1942 · 1943 · 1944 · 
1945 · 
1946 · 
1947 · 
1948 · 
1949 · 
1950 · 
1952 · 
1952 · 
1953 · 
1954 · 
1955 · 
1956 · 
1957 · 
1958 · 
1959 · 
1960 · 
1961 · 
1962 · 
1963 · 
1964 · 
1965 · 
1966 · 
1967 · 
1968 · 
1969 · 
1970 · 
1971 · 
1972 · 
1973 · 
1974 · 
1975 · 
1976 · 
1977 · 
1978 · 
1979 · 
1980 · 
1981 · 
1982 · 
1983 · 
1984 · 
1985 · 
1986 · 
1987 · 
1988 · 
1989 · 
1990 · 
1991 · 
1992 · 
1993 · 
1994 · 
1995 · 
1996 · 
1997 · 
1998 · 
1999 · 
2000 · 
2001 · 
2002 · 
2003 · 
2004 · 
2005 · 
2006 · 
2007 · 
2008 · 
2009 · 
2010 · 
2011 · 
2012 · 
2013 · 
2014 · 
2015 ·
2016 ·
2017 ·
2018 ·
2019 ·
2020 ·
2021
Afghanistan ·
Albanië ·
Algerije ·
Armenië ·
Azerbeidzjan ·
België ·
Bosnië en Herzegovina ·
Brazilië ·
Bulgarije ·
Canada ·
Cyprus ·
DDR ·
Denemarken ·
(West-)Duitsland ·
Egypte ·
Engeland ·
Estland ·
Faeröer ·
Finland ·
Frankrijk ·
Gambia ·
Georgië ·
Griekenland ·
Hongarije ·
Ierland ·
IJsland ·
Israël ·
Italië ·
Japan ·
Joegoslavië ·
Kaapverdië ·
Kameroen ·
Kazachstan ·
Letland ·
Liechtenstein ·
Litouwen ·
Madagaskar ·
Malta ·
Marokko ·
Mexico ·
Moldavië ·
Montenegro ·
Myanmar ·
Nederland ·
Nigeria ·
Noord-Ierland ·
Noord-Macedonië ·
Noorwegen ·
Oekraïne ·
Oostenrijk ·
Polen ·
Portugal ·
Qatar ·
Roemenië ·
Rusland ·
San Marino ·
Saoedi-Arabië ·
Schotland ·
Senegal ·
Servië ·
Servië en Montenegro ·
Slovenië ·
Slowakije ·
Sovjet-Unie ·
Spanje ·
Thailand ·
Togo ·
Tsjechië ·
Tsjecho-Slowakije ·
Turkije ·
Uruguay ·
Verenigde Staten ·
Wales ·
Wit-Rusland ·
Zuid-Korea ·
Zweden ·
Zwitserland
AFC-zone: Afghanistan · Australië · Bahrein · Bangladesh · Bhutan · Brunei · Cambodja · China · Chinees Taipei · Filipijnen · Guam · Hongkong · India · Indonesië · Iran · Irak · Japan · Jemen · Jordanië · Koeweit · Kirgizië · Laos · Libanon · Macau · Maleisië · Maldiven · Mongolië · Myanmar · Nepal · Noord-Korea · Oezbekistan · Oman · Oost-Timor · Pakistan · Palestina · Qatar · Saoedi-Arabië · Singapore · Sri Lanka · Syrië · Tadjikistan · Thailand · Turkmenistan · Verenigde Arabische Emiraten · Vietnam · Zuid-Korea

CAF-zone: Algerije · Angola · Benin · Botswana · Burkina Faso · Burundi · Centraal-Afrikaanse Republiek · Comoren · Congo-Brazzaville · Congo-Kinshasa · Djibouti · Egypte · Equatoriaal-Guinea · Eritrea · Ethiopië · Gabon · Gambia · Ghana · Guinee · Guinee-Bissau · Ivoorkust · Kaapverdië · Kameroen · Kenia · Lesotho · Liberia · Libië · Madagaskar · Malawi · Mali · Mauritanië · Mauritius · Marokko · Mozambique · Namibië · Niger · Nigeria · Oeganda · Rwanda · Sao Tomé en Principe · Senegal · Seychellen · Sierra Leone · Soedan · Somalië · Swaziland · Tanzania · Togo · Tsjaad · Tunesië · Zambia · Zimbabwe · Zuid-Afrika · Zuid-Soedan 

CONCACAF-zone: Amerikaanse Maagdeneilanden · Anguilla · Antigua en Barbuda · Aruba · Bahama's · Barbados · Belize · Bermuda · Britse Maagdeneilanden · Canada · Kaaimaneilanden · Costa Rica · Cuba · Curaçao · Dominica · Dominicaanse Republiek · El Salvador · Frans Guyana · Grenada · Guadeloupe · Guatemala · Guyana · Haïti · Honduras · Jamaica · Martinique · Mexico · Montserrat · 
Nicaragua · Panama · Puerto Rico · Saint Kitts en Nevis · Saint Lucia · Saint Vincent en de Grenadines · Sint Maarten · Suriname · Trinidad en Tobago · Turks- en Caicoseilanden · Verenigde Staten

CONMEBOL-zone: Argentinië · Bolivia · Brazilië · Chili · Colombia · Ecuador · Paraguay · Peru · Uruguay · Venezuela

OFC-zone: Amerikaans-Samoa · Cookeilanden · Fiji · Nieuw-Caledonië · Nieuw-Zeeland · Papoea-Nieuw-Guinea · Samoa · Salomoneilanden · Tahiti · Tonga · Vanuatu

UEFA-zone: Albanië · Andorra · Armenië · Azerbeidzjan · België · Bosnië en Herzegovina · Bulgarije · Cyprus · Denemarken · Duitsland · Engeland · Estland · Faeröer · Finland · Frankrijk · Georgië · Gibraltar · Griekenland · Hongarije · IJsland · Ierland · Israël · Italië · Kazachstan · Kosovo · Kroatië · Letland · Liechtenstein · Litouwen · Luxemburg · Macedonië · Malta · Moldavië · Montenegro · Nederland · Noord-Ierland · Noorwegen · Oekraïne · Oostenrijk · Polen · Portugal · Roemenië · Rusland · San Marino · Schotland · Servië · Slovenië · Slowakije · Spanje · Tsjechië · Turkije · Wales · Wit-Rusland · Zweden · Zwitserland